# Jacques Anquetil

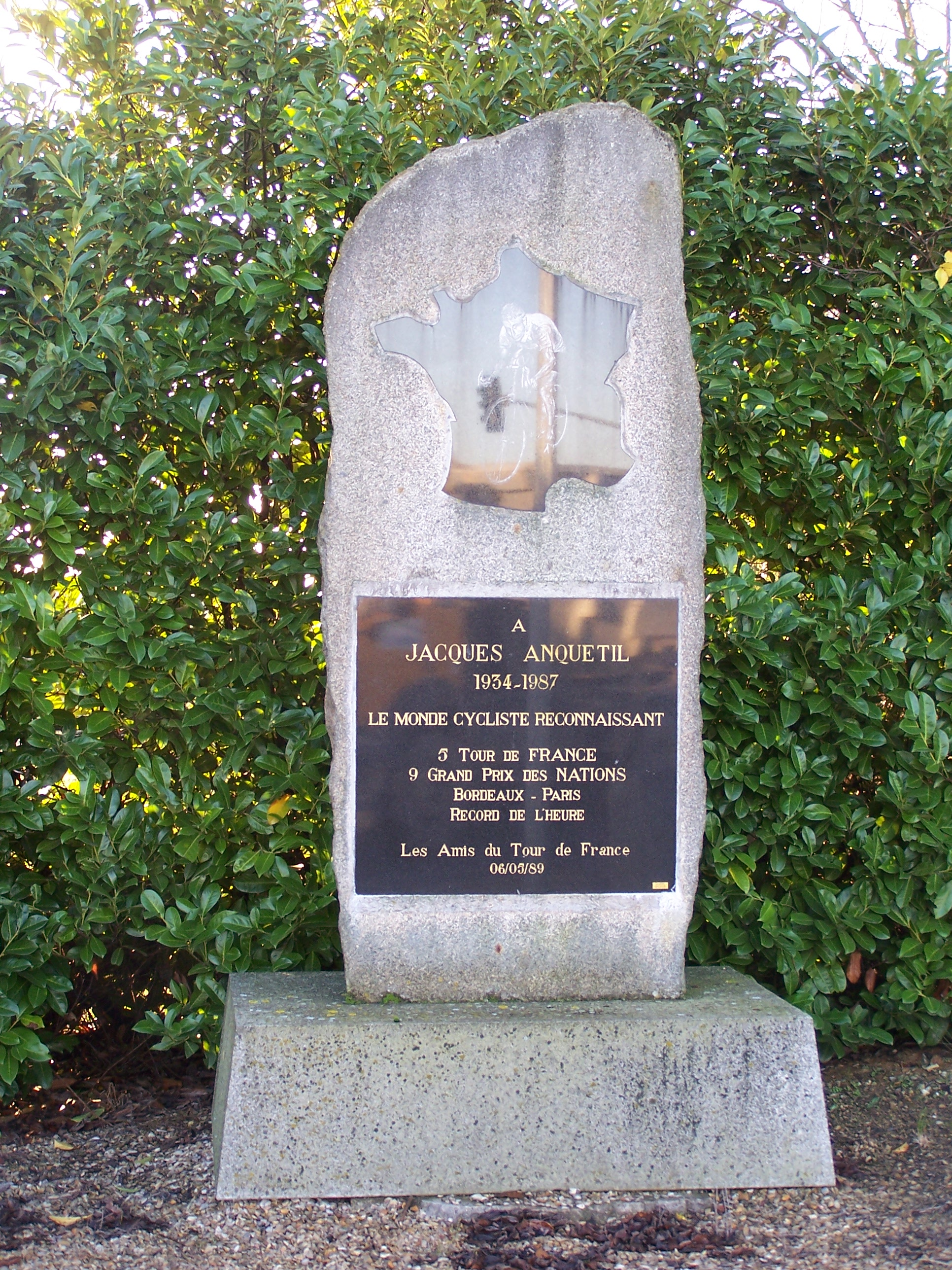
Monumento conmemorativo em Châteaufort

Jacques Anquetil (pronunciada(o) [ʒak ɑ̃k.til]; Mont-Saint-Aignan, 8 de janeiro de 1934 — Ruan, 18 de novembro de 1987) foi um ciclista francês ganhador de oito Grandes Voltas, entre 1957 e 1964.
Conhecido pelos apelidos Maître Jacques, Monsieur Crono e L'Enfant Roi, foi o primeiro ciclista em ganhar cinco vezes o Tour. Também conseguiu dois Giros e uma Volta, sendo a sua vez o primeiro em vencer em três Grandes Voltas, nas que conseguiu um total de 23 vitórias de etapa (16 etapas no Tour, seis etapas no Giro e uma etapa na Volta).
Como especialista nas etapas Contrarrelógio, bateu o recorde do mundo da hora em 1956, e se adjudicou nove vezes o Grande Prêmio das Nações.

## Biografia
Filho de um pedreiro e de um dona-de-casa, Anquetil abandonou o seu ofício de torneiro para dedicar-se por completo ao ciclismo em 1952, ano no que ganhou o Campeonato de Normandia e o de França na categoria amador, bem como a medalha de bronze na prova de estrada por equipas dos Jogos Olímpicos de Helsinki. Em 1953 converteu-se em ciclista semi-profissional, ganhando o Grande Prêmio das Nações, título que conseguiu em nove ocasiões, desde 1953 a 1958, e em 1961, 1965 e 1966.
No ano 1956 bateu o recorde da hora com uma marca de 46,159 km. Arrebatou-lho a Fausto Coppi que tinha mantido o recorde durante 14 anos. Nesse mesmo ano foi campeão da França de perseguição.
Em 1957, aos 23 anos, ganhou o seu primeiro Tour de France no que foi a sua estreia na corrida. Em dita edição obteve 15 minutos de vantagem e adjudicou-se quatro etapas. A sua habilidade nas etapas contrarrelógio valeu-lhe o apelido de Monsieur Crono.
Após três anos sem vitórias no Tour, voltou-o a ganhar em 1961 e de maneira ininterrupta até 1964. Foi o primeiro ciclista em ganhá-lo em cinco ocasiões e em quatro vezes consecutivas. Ao vencer na Volta a Espanha em 1963 converteu-se no primeiro corredor em ganhar as três grandes corridas.
Não conseguiu ganhar o Campeonato do Mundo de Ciclismo, ainda que ficou entre os dez primeiros em seis ocasiões. O segundo lugar obtido em 1966 foi o mais perto que esteve de conseguir o maillot arco-íris.
Depois de abandonar a competição em 1969, seguiu relacionado com o ciclismo em trabalhos de organizador de corridas e de comentarista de rádio e televisão. Foi também director da equipa nacional francês.
Morreu em 1987 como consequência de um cancro de estômago que lhe tinha sido diagnosticado cinco meses antes.

## Dominador do Tour

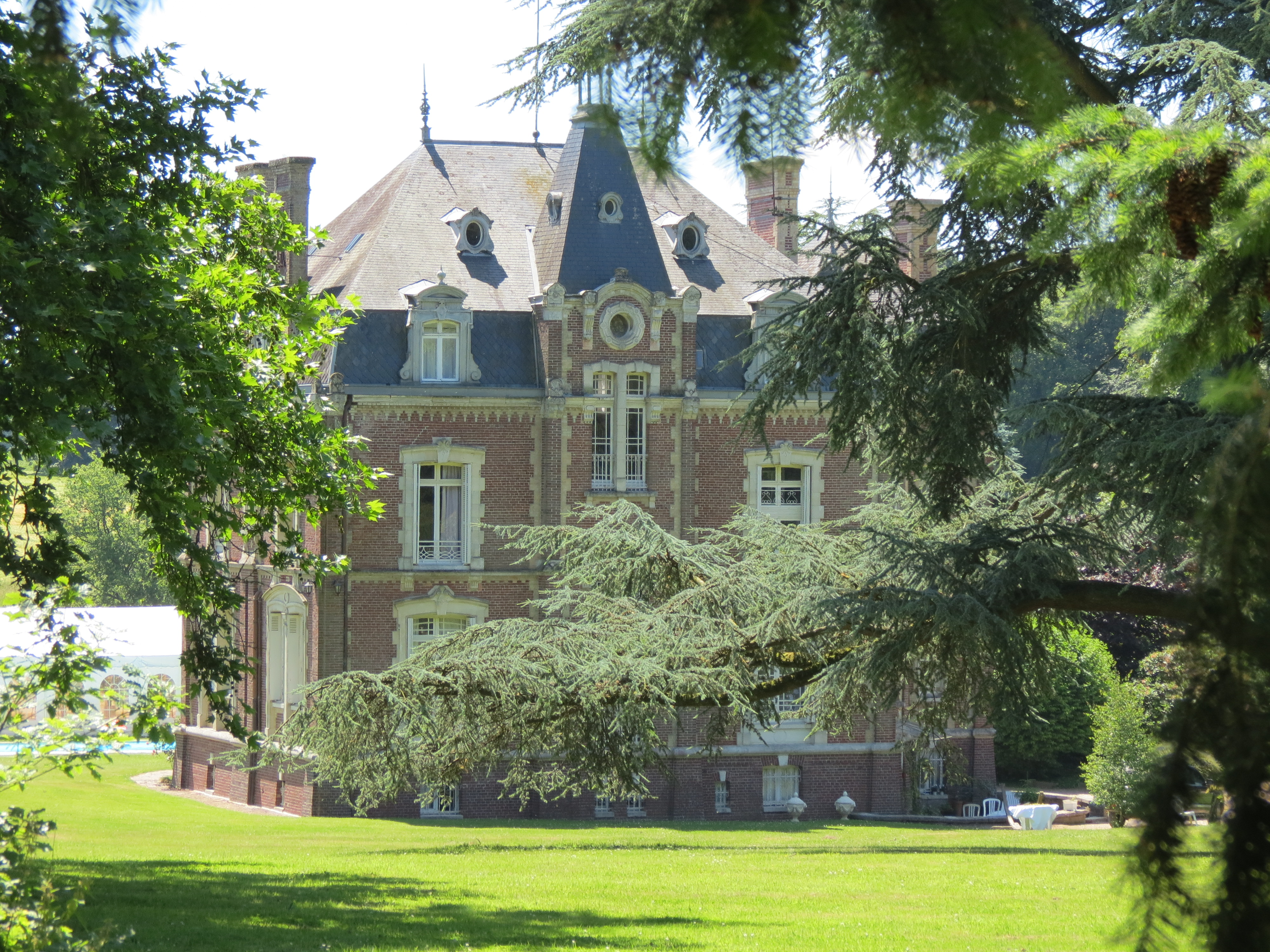
Château Anquetil

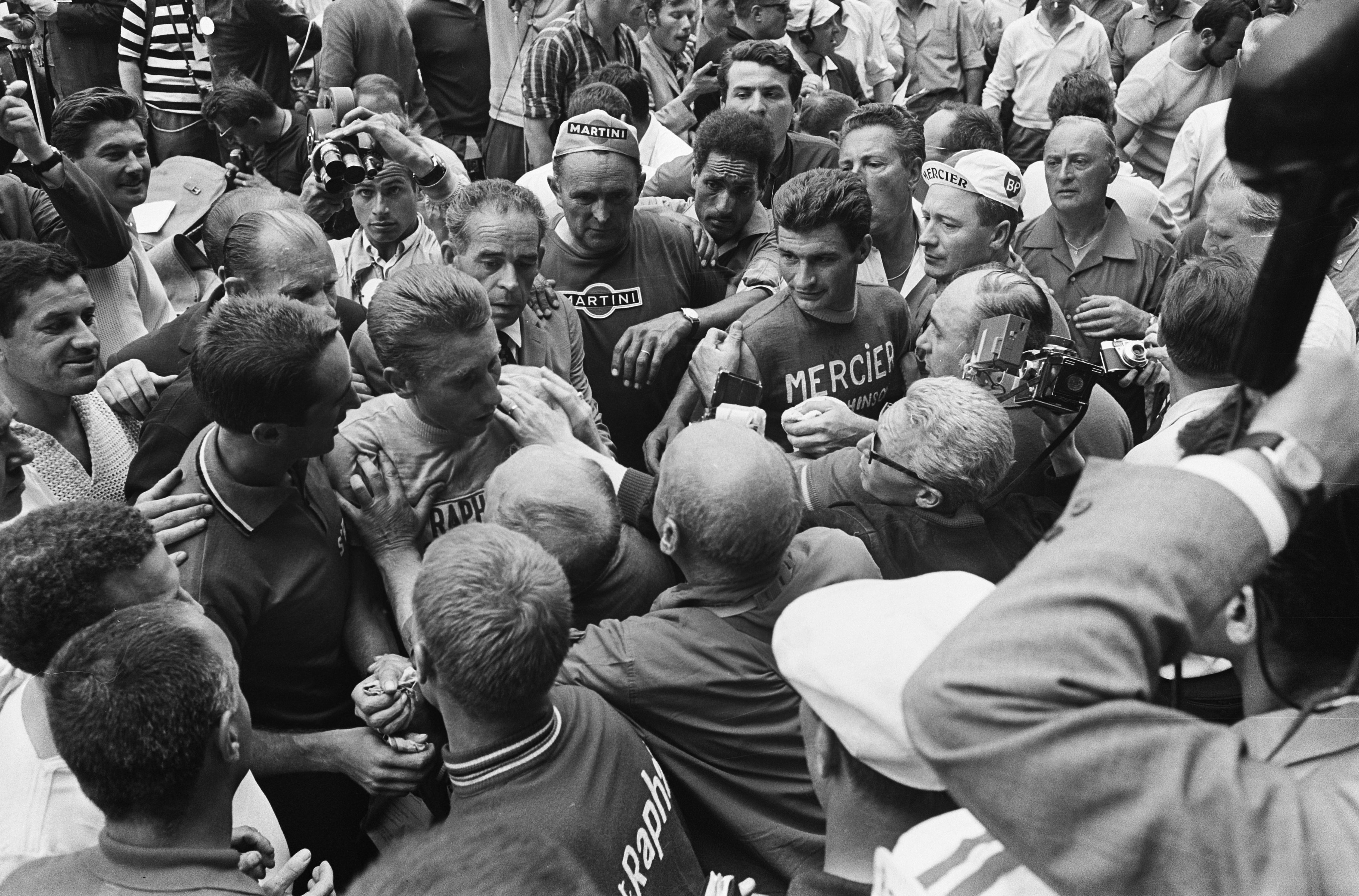
Anquetil e Poulidor no Tour de 1964

Anquetil, ao igual que outros grandes ciclistas com cinco vitórias na prova francesa, se converteu no grande dominador da corrida, estendendo a sua supremacia entre 1957 e 1964. Tomando o relevo de Louison Bobet (ganhador em 1953, 1954 e 1955), manteve uma grande concorrência com rivais como Bahamontes, o luxemburguês Charly Gaul (outro grande escalador como Bahamontes), e sobretudo, com Raymond Poulidor, seu concorrente compatriota ao que o domínio de Anquetil relegou à categoria de "eterno segundo". Como no caso de Gino Bartali e Fausto Coppi, cuja rivalidade dividiu dez anos antes à sociedade italiana entre partidários de um e outro, Anquetil (o conhecido negociante de facto a si mesmo) e Pou-Pou (o corajoso corredor vinculado à França rural) protagonizaram concorridos duelos nas estradas francesas que, convenientemente realçados pela imprensa desportiva, dividiram ao país entre seus seguidores.
Neste sentido, o contraste entre os dois ciclistas (tanto nas estradas como fora delas) não podia ser mais patente. Em frente à sóbria imagem de Poulidor, Anquetil era um autêntico bon vivant, aficionado ao vinho dos seus vinhedos, de forma especial à cerveja, e sobretudo à boa mesa (incluindo manjares como as ostras), prazeres dos que não se privava nem durante as semanas nas que estava a competir. Também desfrutava jogando às cartas até altas horas da noite com os seus colegas de equipa, e de forma implícita reconheceu uma prática habitual dentro do pelotão internacional naqueles anos, como o consumo de anfetaminas. A sua vida pessoal não foi menos atípica: residia num luxuoso castelo histórico que tinha adquirido na sua Normandia natal; manteve uma relação com o seu colega Jeanine e com a filha desta, Annie (com a que foi pai de uma menina, Sophie); e a sua vez também teve um filho (Christophe) com a mulher do seu padrasto Alain.

## Reconhecimentos
- Condecorado em 1965 com a Legião de Honra.[5]
- Foi reconhecido como um dos ciclistas mais destacados de todos os tempos ao ser eleito no ano 2002 para fazer parte da Sessão Inaugural do Cycling Hall of Fame da UCI.
- De acordo com o seu palmarés, figura no N.º 4 da "Classificação dos 100 melhores ciclistas de todos os tempos" do Cycling Hall of Fame da UCI.[6]

## Palmarés
| - 1953 - GP das Nações - Grande Prêmio de Lugano (contrarrelógio) - 1954 - GP das Nações - Grande Prêmio de Lugano (contrarrelógio) - Vencedor de etapa na Paris-Nice - 1955 - GP das Nações - 1956 - GP das Nações - Recorde da hora - 1957 - Tour de France , mais 4 etapas - Paris-Nice, mais 1 etapa - GP das Nações - 1958 - Quatro Dias de Dunquerque - GP das Nações - Grande Prêmio de Lugano (contrarrelógio) - Vencedor de etapa na Paris-Nice - 1959 - 2 etapas do Giro d'Italia - Quatro Dias de Dunquerque - Grande Prêmio de Lugano (contrarrelógio) - Critérium das - 1960 - Giro d'Italia , mais 2 etapas - Grande Prêmio de Lugano (contrarrelógio) - Critérium de As - 1961 - Tour de France , mais 2 etapas - 1 etapa do Giro d'Italia - Paris-Nice - Critérium Internacional - GP das Nações - Super Prestige Pernod International - Grande Prêmio de Lugano (contrarrelógio) - 1 etapa do Volta à Romandia - 1962 - Tour de France , mais 2 etapas - Troféu Baracchi - Boucles de l'Aulne - 1 etapa do Volta à Romandia | - 1963 - Tour de France , mais 4 etapas - Volta a Espanha , mais 1 etapa - Paris-Nice - Dauphiné Libéré - Critérium Internacional - 3.º no Campeonato da França em Estrada - Super Prestige Pernod International - Critérium de As - 1964 - Tour de France , mais 4 etapas - Giro d'Italia , mais 1 etapa - Gante-Wevelgem - 3.º no Super Prestige Pernod International - 1965 - Paris-Nice, mais 1 etapa - Dauphiné Libéré - Critérium Internacional - Bordéus-Paris - GP das Nações - 3.º no Campeonato da França em Estrada - Super Prestige Pernod International - Troféu Baracchi - Grande Prêmio de Lugano (contrarrelógio) - Critérium de As - 1966 - Paris-Nice - Liège-Bastogne-Liège - 2.º no Campeonato Mundial em Estrada - GP das Nações - Super Prestige Pernod International - Giro di Sardegna - 1 etapa na Volta à Catalunha - 1967 - Critérium Internacional - Volta à Catalunha , mais 1 etapa - 1968 - Troféu Baracchi - Boucles de l'Aulne - 1969 - Volta ao País Basco |

## Resultados

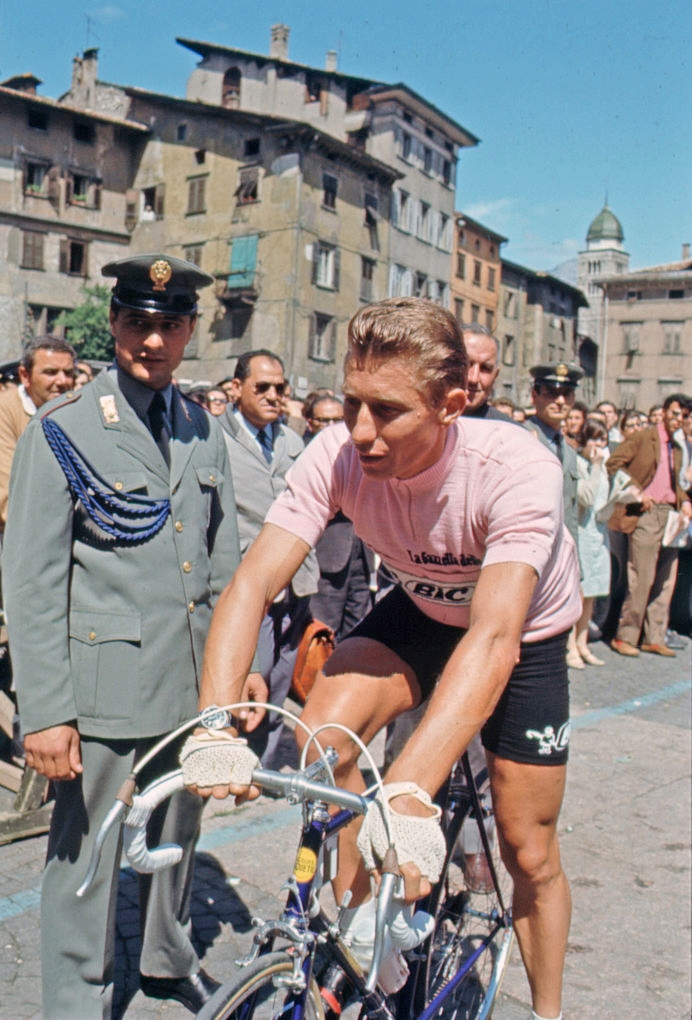
Anquentil com o maillot rosa do Giro d'Italia em 1967.

Durante a sua carreira desportiva conseguiu os seguintes postos em Grandes Voltas, voltas menores e corridas de um dia:

### Grandes Voltas
| Corrida | Corrida         | 1952 | 1953 | 1954 | 1955 | 1956 | 1957 | 1958 | 1959 | 1960 | 1961 | 1962 | 1963 | 1964 | 1965 | 1966 | 1967 | 1968 | 1969 |
| ------- | --------------- | ---- | ---- | ---- | ---- | ---- | ---- | ---- | ---- | ---- | ---- | ---- | ---- | ---- | ---- | ---- | ---- | ---- | ---- |
|         | Giro d'Italia   | —    | —    | —    | —    | —    | —    | —    | 2.º  | 1.º  | 2.º  | —    | —    | 1.º  | —    | 3.º  | 3.º  | —    | —    |
|         | Tour de France  | —    | —    | —    | —    | —    | 1.º  | Ab.  | 3.º  | —    | 1.º  | 1.º  | 1.º  | 1.º  | —    | —    | —    | —    | —    |
|         | Volta a Espanha | X    | X    | X    | —    | —    | —    | —    | —    | —    | —    | Ab.  | 1.º  | —    | —    | —    | —    | —    | —    |

### Voltas menores
| Carreira | Carreira            | 1952 | 1953 | 1954 | 1955 | 1956 | 1957 | 1958 | 1959 | 1960 | 1961 | 1962 | 1963 | 1964 | 1965 | 1966 | 1967 | 1968 | 1969 |
| -------- | ------------------- | ---- | ---- | ---- | ---- | ---- | ---- | ---- | ---- | ---- | ---- | ---- | ---- | ---- | ---- | ---- | ---- | ---- | ---- |
|          | Paris-Nice          | —    | —    | 7.º  | —    | —    | 1.º  | 10.º | 11.º | —    | 1.º  | —    | 1.º  | 6.º  | 1.º  | 1.º  | 16.º | 10.º | 3.º  |
|          | Volta à Catalunha   | —    | —    | —    | —    | —    | —    | —    | —    | —    | —    | —    | —    | —    | —    | 2.º  | 1.º  | —    | —    |
|          | Volta ao País Basco | —    | —    | —    | —    | —    | —    | —    | —    | —    | —    | —    | —    | —    | —    | —    | —    | —    | 1.º  |
|          | Volta à Romandia    | —    | —    | —    | —    | —    | —    | —    | —    | 8.º  | 10.º | —    | —    | —    | —    | —    | —    | —    | —    |
|          | Dauphiné            | —    | —    | —    | 13.º | —    | —    | —    | —    | —    | —    | 12.º | 1.º  | —    | 1.º  | —    | —    | —    | 4.º  |

### Clássicas, Campeonatos e J.O.
| Carreira              | Carreira              | 1952 | 1953            | 1954            | 1955            | 1956 | 1957            | 1958            | 1959            | 1960 | 1961            | 1962            | 1963            | 1964 | 1965            | 1966            | 1967            | 1968 | 1969 |
| --------------------- | --------------------- | ---- | --------------- | --------------- | --------------- | ---- | --------------- | --------------- | --------------- | ---- | --------------- | --------------- | --------------- | ---- | --------------- | --------------- | --------------- | ---- | ---- |
| Omloop Het Nieuwsblad | Omloop Het Nieuwsblad | —    | —               | —               | —               | —    | —               | —               | 42.º            | —    | —               | —               | —               | —    | —               | —               | —               | —    | —    |
|                       | Milão-Sanremo         | —    | —               | —               | —               | 12.º | 17.º            | 10.º            | —               | 23.º | —               | —               | —               | —    | —               | —               | —               | —    | —    |
| Gante-Wevelgem        | Gante-Wevelgem        | —    | —               | —               | —               | —    | —               | —               | 3.º             | —    | —               | —               | —               | 1.º  | —               | 23.º            | 50.º            | 59.º | —    |
|                       | Volta à Flandres      | —    | —               | —               | —               | —    | —               | —               | —               | 14.º | —               | —               | —               | —    | —               | —               | —               | —    | —    |
|                       | Paris-Roubaix         | —    | —               | 53.º            | 15.º            | 31.º | 25.º            | 14.º            | 24.º            | 8.º  | 60.º            | 31.º            | —               | —    | 16.º            | —               | —               | —    | —    |
| Flecha Valona         | Flecha Valona         | —    | —               | —               | —               | —    | —               | —               | —               | —    | 6.º             | —               | —               | —    | —               | 13.º            | 29.º            | —    | —    |
|                       | Liège-Bastogne-Liège  | —    | —               | —               | —               | —    | —               | —               | —               | —    | —               | —               | —               | —    | —               | 1.º             | —               | 4.º  | —    |
| Paris-Tours           | Paris-Tours           | —    | —               | 11.º            | —               | —    | —               | —               | —               | —    | —               | —               | —               | —    | 43.º            | 25.º            | —               | —    | —    |
|                       | Giro de Lombardia     | —    | —               | —               | —               | —    | 23.º            | 12.º            | 21.º            | 34.º | 17.º            | —               | —               | —    | 8.º             | 4.º             | —               | —    | —    |
| JJ.OO. (Estrada)      | JJ.OO. (Estrada)      | 12.º | Não se disputou | Não se disputou | Não se disputou | —    | Não se disputou | Não se disputou | Não se disputou | —    | Não se disputou | Não se disputou | Não se disputou | —    | Não se disputou | Não se disputou | Não se disputou | —    |      |
| Mundial em Estrada    | Mundial em Estrada    | —    | —               | 5.º             | 6.º             | —    | 6.º             | Ab.             | 9.º             | 9.º  | 13.º            | 15.º            | 14.º            | 7.º  | Ab.             | 2.º             | —               | 11.º | 40.º |
| França em Estrada     | França em Estrada     | —    | —               | —               | 5.º             | —    | —               | 8.º             | 13.º            | 8.º  | 4.º             | 12.º            | 3.º             | 13.º | 3.º             | 17.º            | —               | Ab.  | 7.º  |

 —: Não participa

Ab.: Abandona

X: Edições não celebradas